# Валоне (Арецо)
Валоне је насеље у Италији у округу Арецо, региону Тоскана.
Према процени из 2011. у насељу је живело 154 становника. Насеље се налази на надморској висини од 258 м.